# Askgrå harfotsspinnare
Askgrå harfotsspinnare, Dicallomera fascelina är en fjärilsart som först beskrevs av Carl von Linné 1758.   Enligt Artfakta ingår askgrå harfotsspinnare i släktet Dicallomera men enligt Catalogue of Life är tillhörigheten istället släktet Gynaephora men i undersläktet Dicallomera. Enligt båda källorna ingår arten i familjen Näbbflyn, Erebidae Arten är reproducerande och har livskraftiga (LC) populationer i både Sverige och i Finland. Fem underarter finns listade i Catalogue of Life, Gynaephora fascelina caucasica Sheljuzhko, 1919, Gynaephora fascelina danieli de Freina, 1979, Gynaephora fascelina fascelina Linnaeus, 1758, Gynaephora fascelina moto Bryk, 1949 och Gynaephora fascelina salangi Ebert, 1968.

## Bildgalleri

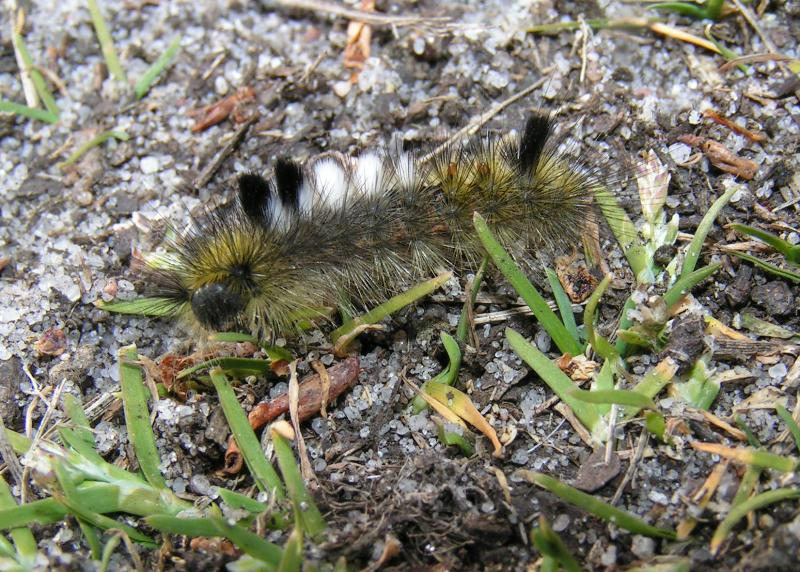
Fjärilens larv
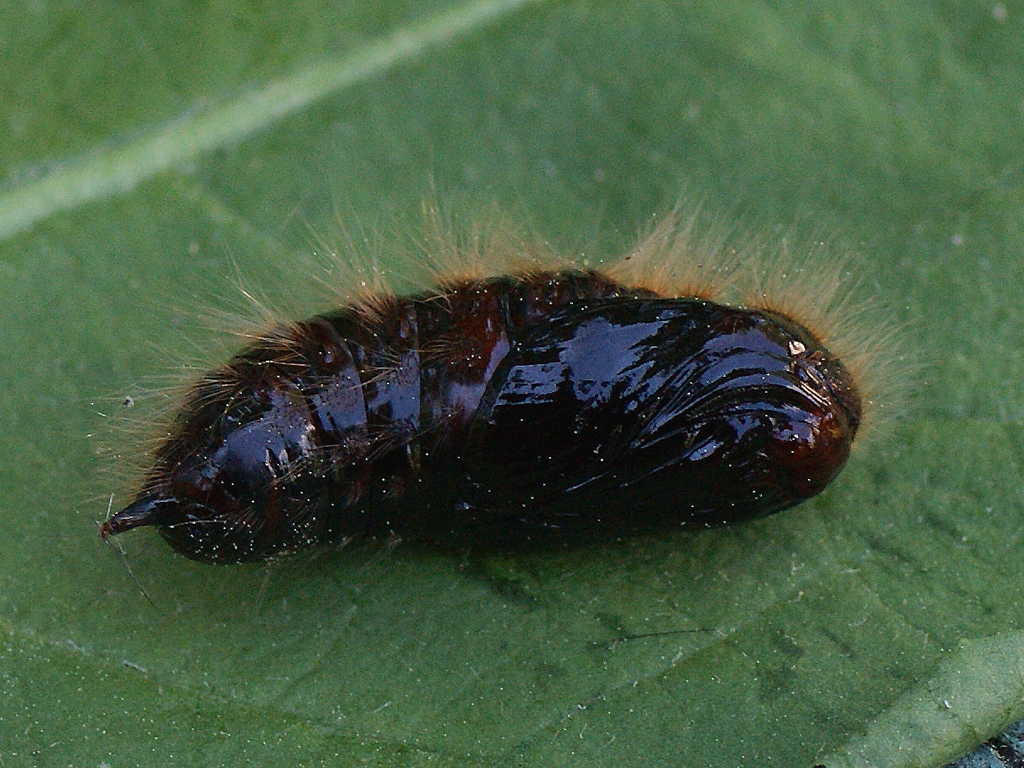
Fjärilens Puppa
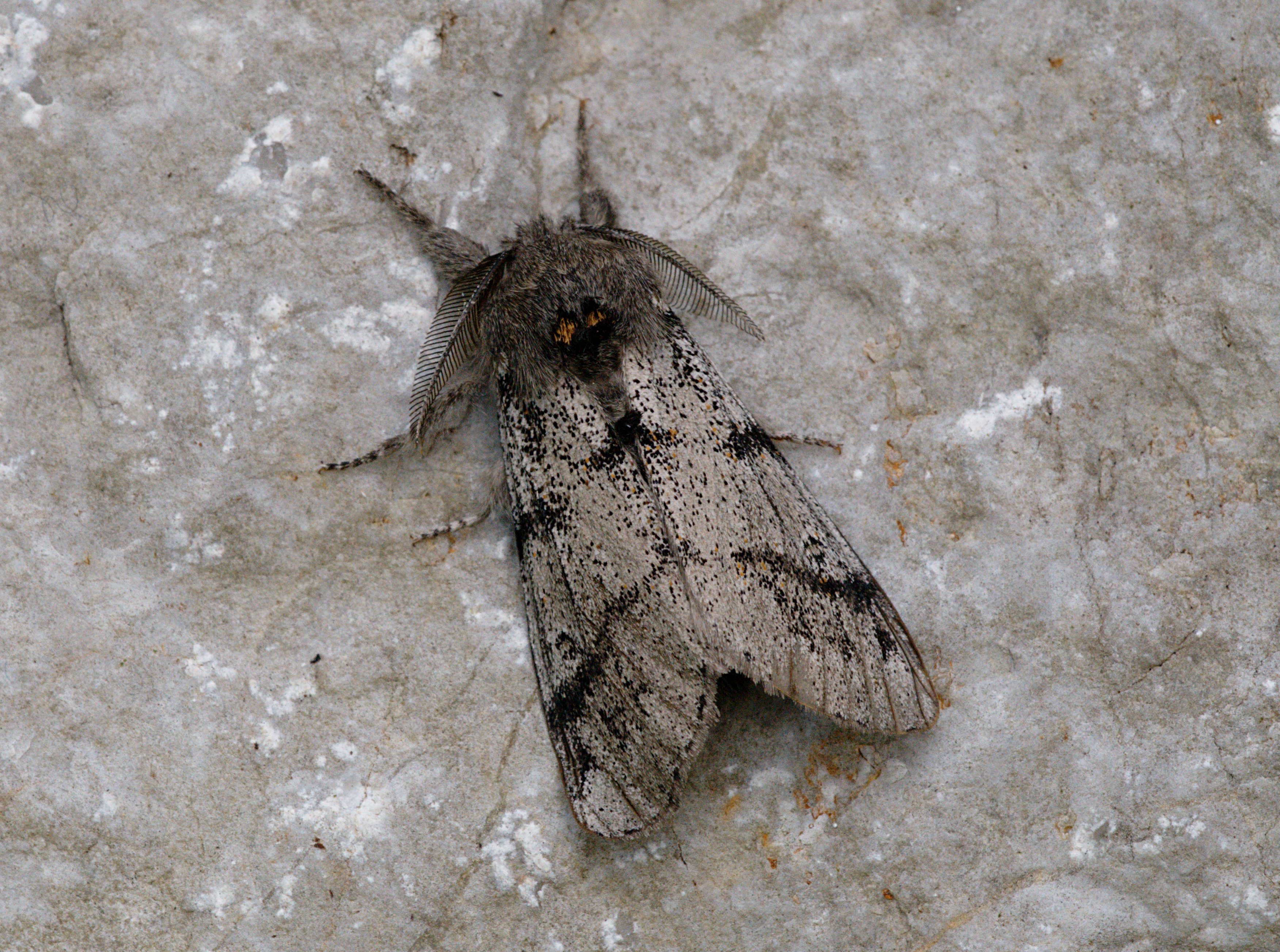
Imago fjäril
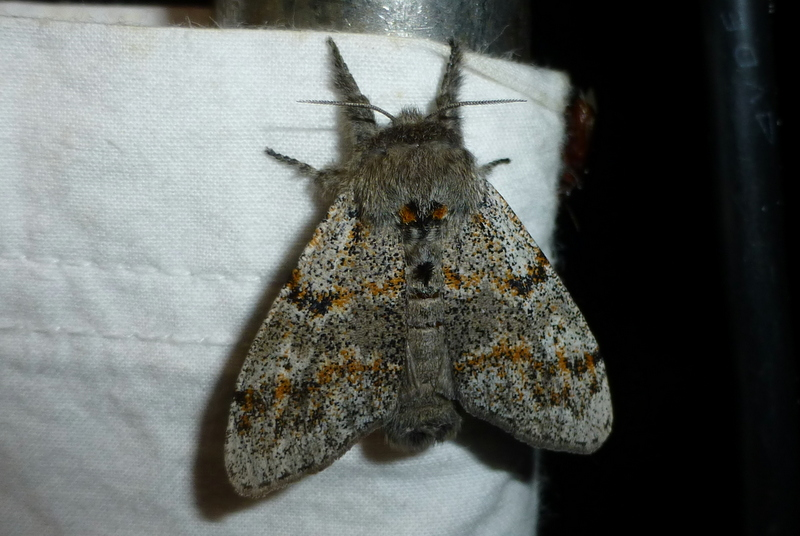
Imago fjäril
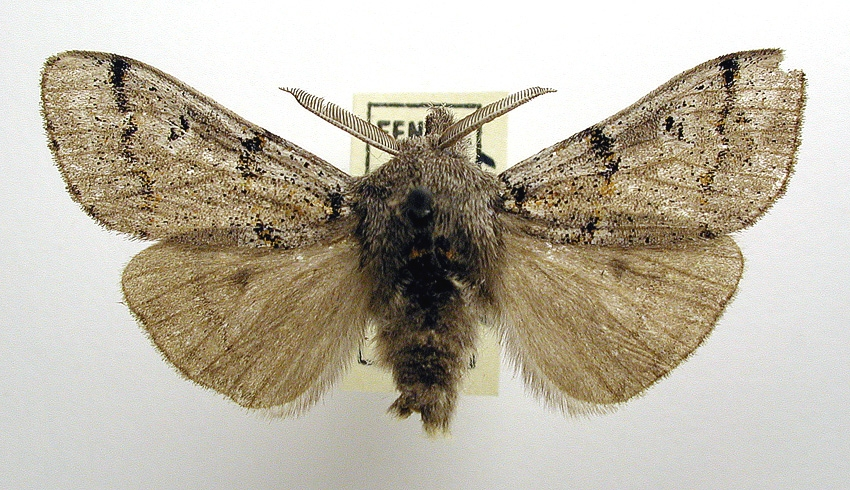
Preparerad (uppnålad) imago fjäril